# Fabio Corbani
Fabio Corbani (Milano, 23 marzo 1966) è un allenatore di pallacanestro italiano.

## Carriera

### Club
Dal 1991 al 1997 ha allenato e poi diretto il settore giovanile dell'Olimpia Milano vincendo due titoli Juniores, squadra della quale è stato anche primo assistente allenatore dal 1997 al 1999 raggiungendo la finale Europea di Saporta Cup. Nei quattro anni successivi ha allenato a Casalpusterlengo portando il club in serie B. Dal gennaio 2004 al 2006 ha guidato gli Aironi Novara in Legadue sfiorando la promozione in A1.  Nelle stagioni 2006-10 è stato responsabile tecnico del settore giovanile della  Pall. Treviso, vincendo due titoli (Under 18 e Under 19) e ricevdendo il premio Reverberi come miglior settore giovanile d'Italia nel 2009. Nel 2010 diventa anche primo assistente nello stesso club. Detiene il record di 4 scudetti Juniores vinti con due differenti club e in due diversi decenni.

### Nazionale
Dal 2011 al 2014 è assistente allenatore dell'Italia under 20 conquistando una medaglia d'argento a Bilbao nel 2011 e una medaglia d'oro a Tallin nel 2013. 
Nel 2021 è assistente allenatore della Nazionale A di Swiss Basketball per gli European Qualification Round in Georgia.

### Club
Nell'estate del 2011 è stato ingaggiato dall'U.C. Piacentina in Legadue, dove da club esordiente nella categoria raggiunge i PLAYOFF e i quarti di finale di Coppa Italia
Dal 2013 al 2015 è allenatore della Pall. Biella, qualificandosi per due anni consecutivi ai PLAYOFF, vincendo una Coppa Italia di Legadue nel 2014 e partecipando l'anno successivo (unica squadra di seconda lega in Europa) all'EuroChallenge 2014-2015
L'11 giugno 2015 diventa il nuovo head coach della Pall. Cantù dove allenerà per la prima volta in Serie A.
Il 18 dicembre 2015 con il cambio di proprietà all'interno del club, viene sollevato dall'incarico, dopo 4 vittorie e 7 sconfitte in campionato e il passaggio alle Last 32 di FIBA Europe Cup.
Nel giugno 2016 viene ingaggiato dalla Pallacanestro Virtus Roma che conduce ai play-off della Serie A2, e alle finali di Coppa Italia Lega Nazionale Pallacanestro e detenendo ad oggi il record di miglior attacco della legadue. 
Nel luglio 2018 diventa ufficialmente il nuovo head coach della società neopromossa in Serie A2 l'EBK Roma, venendo sollevato dall'incarico il 28 gennaio 2019.
Il 21 novembre del 2019 diventa il nuovo coach della Pallacanestro ORZINUOVI, subentrando a stagione in corso a Stefano Salieri. Nel giugno del 2020 rinnova con la società orceana, estendendo il proprio contratto e conquistando per la prima volta nella storia del club le finali di Coppa Italia Lega Nazionale Pallacanestro
Nel 2022 diventa assistente di Francesco Vitucci sulla panchina della New Basket Brindisi;  alla fine delle stagione sportiva viene promosso a capo allenatore per la stagione 2023-24. Tuttavia viene esonerato il 22 ottobre 2023, dopo la sconfitta per 90-71 contro Napoli Basket in trasferta, avendo accumulato un record di 6 sconfitte in 8 gare ufficiali tra campionato, Fiba Europe Cup e le gare di Qualification Round per la Basketball Champions League.

## Palmarès
Capo Allenatore
Scudetti Juniores: 4
- 1998 Pallacanestro Olimpia Milano a Gorizia
- 1999 Pallacanestro Olimpia Milano a Salsomaggiore
- 2007 Pallacanestro Treviso a Pordenone
- 2009 Pallacanestro Treviso a Salsomaggiore

Coppa Italia Lega Nazionale Pallacanestro serie A2: 1
- 2014 Pallacanestro Biella a Rimini

Assistente Allenatore
Finale Coppa Saporta: 1
- 1998 Pallacanestro Olimpia Milano a Belgrado

Coppa Italia di pallacanestro maschile 2007: 1
- 2007 Pallacanestro Treviso a Bologna

Medaglia d'ARGENTO Campionato europeo maschile di pallacanestro Under-20 2011
- 2011 Nazionale di pallacanestro dell'Italia Under 20

Medaglia d'ORO Campionato europeo maschile di pallacanestro Under-20 2013
- 2013 Nazionale di pallacanestro dell'Italia Under 20

## Onorificenze
- Premio Reverberi - 2009 sezione 'miglior settore giovanile d'Italia' Pallacanestro Treviso
- Allenatore Benemerito - 2017 (nominato a 51 anni)